# Sterculia dactylocarpa
Sterculia dactylocarpa är en malvaväxtart som beskrevs av Otto Warburg. Sterculia dactylocarpa ingår i släktet Sterculia och familjen malvaväxter. Inga underarter finns listade i Catalogue of Life.